# The Day the World Went Away
«The Day the World Went Away» (в пер. с англ. «День, когда уходит мир») — первый сингл американской индастриал-группы Nine Inch Nails из альбома The Fragile. Выход сингла состоялся 20 июля 1999 года. «The Day the World Went Away» имеет номер Halo 13 и является тринадцатым официальным релизом группы.

## О сингле
Композиция «The Day the World Went Away» примечательна тем, что не содержит ударных партий. До настоящего времени «The Day the World Went Away» — единственный сингл Nine Inch Nails, который достиг позиции выше 20-й строчки в Billboard Hot 100. Песня являлась главной композицией гастрольного тура Fragility. С тех пор песня приобрела популярность и часто играется на концертах группы.
CD-версия сингла содержит три песни: оригинальная версия «The Day the World Went Away», ремикс и трек «Starfuckers, Inc.». В издании сингла на грампластинке «Starfuckers, Inc.» была заменена ещё одним ремиксом песни «The Day the World Went Away». Сингл-версия «The Day the World Went Away» приблизительно на 30 секунд короче версии, представленной на альбоме The Fragile. Также сингл-версия отличается немного изменённым вокалом. Версия песни «Starfuckers, Inc.», представленная на сингле, почти идентична альбомной, за исключением того, что эта версия заканчивается криком Пола Стэнли «Доброй ночи!», который был записан во время одного из концертов группы Kiss.

## Видеоклип
На песню «The Day the World Went Away» на песню был снят клип, однако он не транслировался на телевидении. Среди фанатов Nine Inch Nails бытует мнение, что видео имеет слишком личный характер для Трента Резнора, потому как песня посвящена умершей бабушке Резнора, которая воспитала его. Кадры видеоклипа можно увидеть на официальном сайте группы, из которых следует, что действие видео происходит на похоронах.
На композицию также был снят альтернативный клип, с использованием отрывков концертного исполнения песни вместе с кадрами оригинального видеоклипа. Этот клип можно увидеть в DVD-версии концертного альбома And All That Could Have Been.

## Списки композиций

### CD-версия
1. «The Day the World Went Away» (single version) — 4:01
2. «Starfuckers, Inc. (long)» — 5:20
3. «The Day the World Went Away (Quiet)» — 6:20

### Грампластинка

#### Сторона А
1. «The Day the World Went Away» (single version) — 4:01
2. «The Day the World Went Away (Quiet)» — 6:20

#### Сторона Б
1. «The Day the World Went Away (Porter Ricks)» — 7:04

## Позиции в чартах
| Чарт (1999)            | Высшая позиция |
| ---------------------- | -------------- |
| ARIA Charts            | 31             |
| FIMI                   | 50             |
| Canadian Singles Chart | 1              |
| NZ Charts              | 15             |
| Billboard Hot 100      | 17             |

## Дополнительные факты
- Цветок, изображенный на обложке сингла, называется «лапа кенгуру».
- Ремикс «The Day the World Went Away» прозвучал в трейлере фильма Терминатор: Да придёт спаситель и в трейлере компьютерной игры Assassin’s Creed: Revelations. Эта версия песни содержит барабаны.